# 亨德里克·霍尔奇尼斯

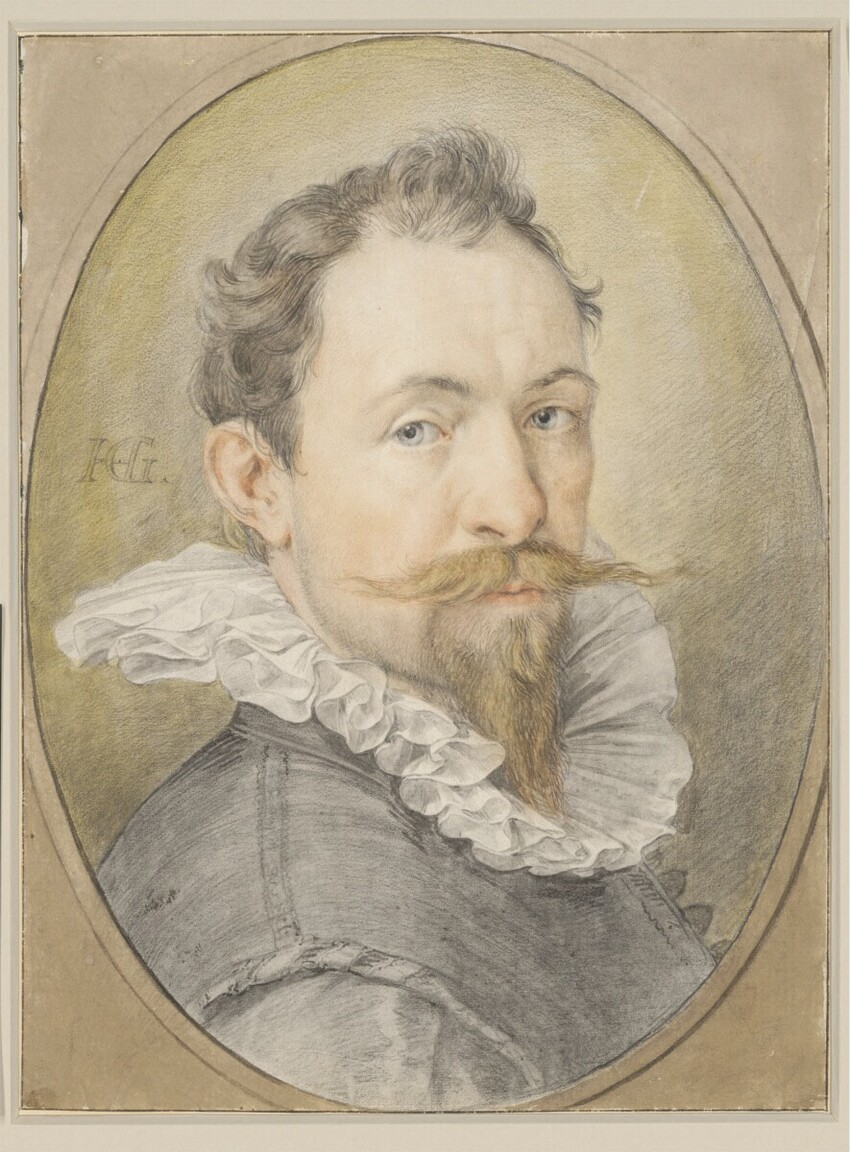
自画像

亨德里克·霍尔奇尼斯 (荷蘭語：Hendrik Goltzius，1558年1月或2月—1617年1月1日)，荷兰版画复制匠、制图员和画家。他是巴洛克时期或者阿尔卑斯山北部风格主义时期荷兰主要的雕刻家，因精湛的画艺以及其作品所表现出来饱满感（英语：exuberance）闻名于世。根据美国历史学家A·海特·梅约尔的评论，霍尔奇尼斯“是最后一位具有优秀画家权威的雕刻家以及最后一位创作了大量供他人临摹的作品的画家。” 中年时期开始创作油画。

## 生平

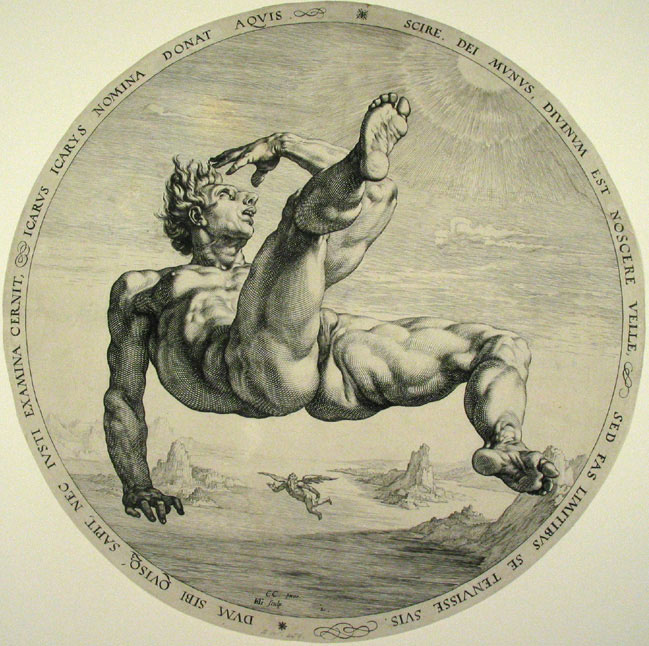
《伊卡洛斯》霍尔奇尼斯作

霍尔奇尼斯出生在芬洛附近一个位于于利希公国的村庄，当他3岁时，全家搬往杜伊斯堡。在父亲的指导下，经过数年对玻璃画的研究，他从荷兰博学家迪尔克·沃尔克茨祖恩·库恩赫特处习得了雕刻之术。1577年，他同库恩赫特一道前往哈勒姆，在那里他受雇于Philip Galle进行一组关于Lucretia的历史的雕刻创作。
霍尔奇尼斯的右手在他还是婴儿的时候因为一场火灾而变得畸形（有关其的描绘在下面），可结果使他耍起雕刻刀来得心应手。
21岁时他娶了一位稍微长他几岁的遗孀为妻，她的钱财使得霍尔奇尼斯在哈勒姆建立了独立的事业，但是与她的不和谐关系已经严重影响到他的健康状况，导致1590年他明智地周游了德国和意大利,在那里他惊讶于米开朗基罗的杰作。1591年秋，霍尔奇尼斯回到哈勒姆，健康状态得到了相当的提升并一直在那里生活直到去世。

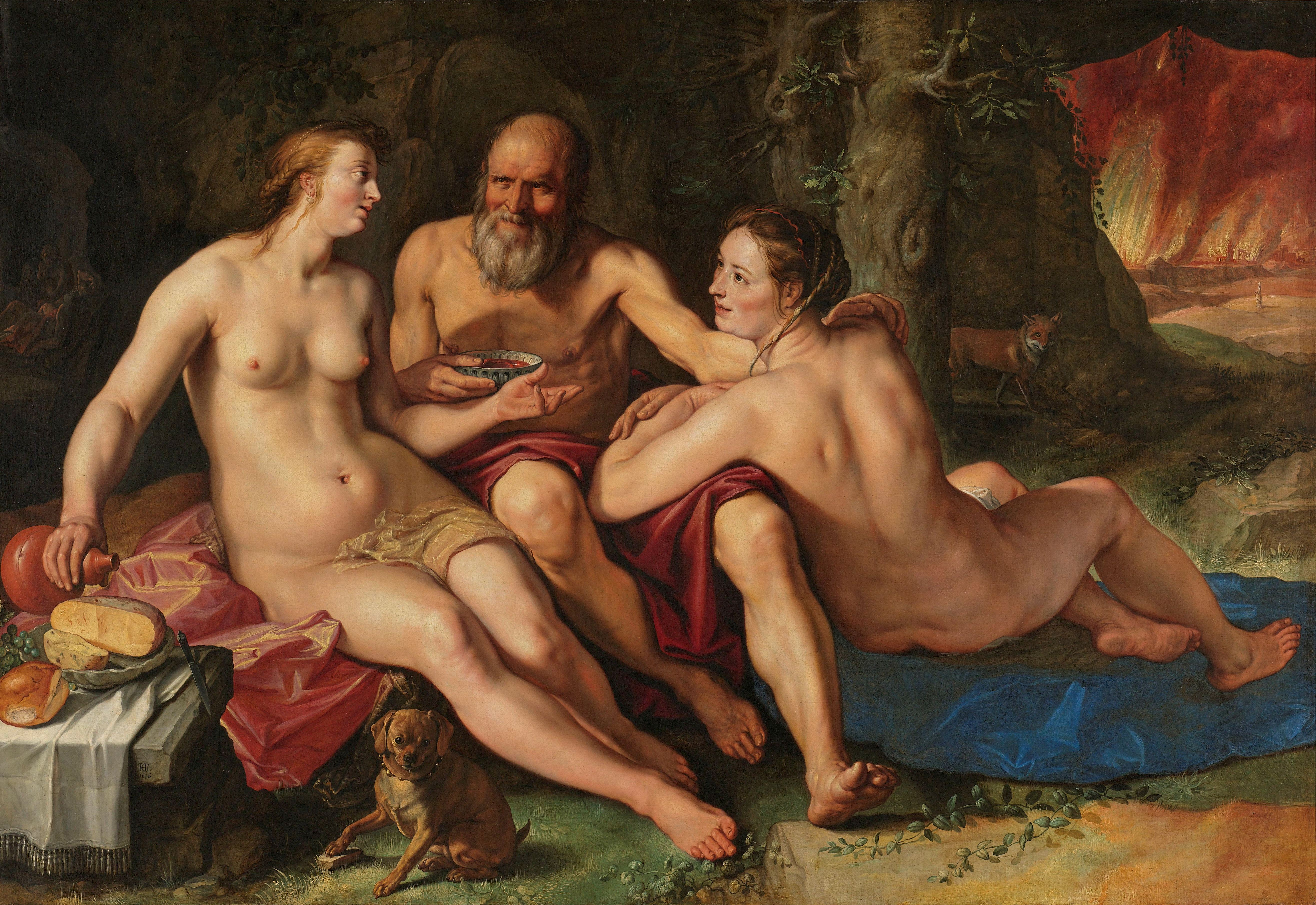
亨德里克·霍尔奇尼斯油画作品《罗得和他的女儿们》(藏于阿姆斯特丹国家博物馆) 图中罗得正被其两个女儿色诱， 索多玛与蛾摩拉在背景中正在熊熊燃烧 ，而罗得的妻子化身为盐柱

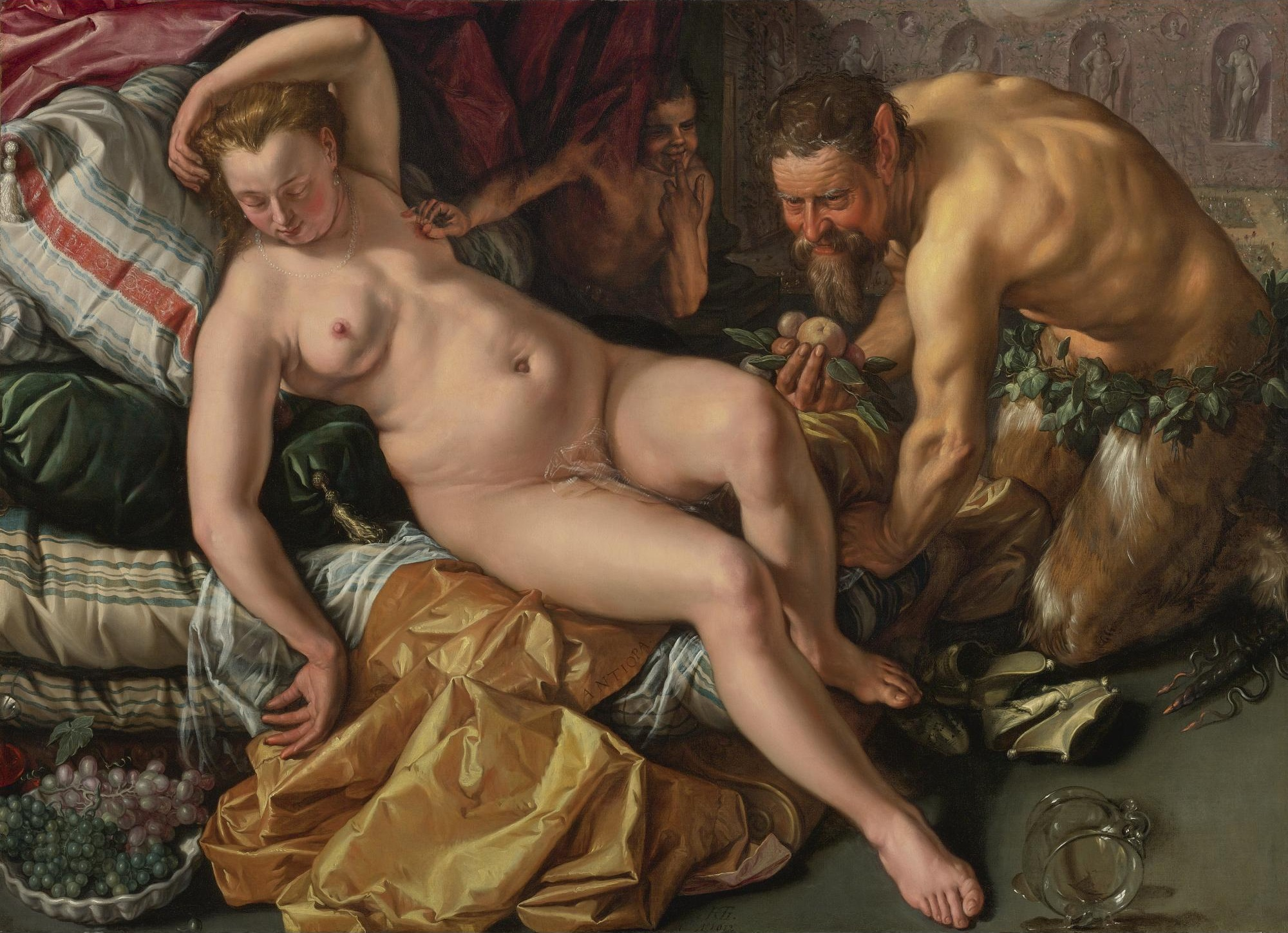
《丘比特与安提俄珀》